# Juan Álvarez de Castro
Juan Álvarez de Castro (Mohedas de la Jara, Toledo, 26 o 29 de enero de 1724 – Hoyos, Cáceres, 29 de agosto de 1809) fue un obispo español. Era el titular de la sede de Coria cuando fue asesinado durante la Guerra de Independencia.

## Biografía
Nació en Mohedas de la Jara, en una casa que él mismo mandó reconstruir y dejó fe de ello en el dintel de la puerta principal. Fue párroco de Piedraescrita (1751), de Azután (1761), de Navaltoril y de la Parroquia de los Santos Justo y Pastor en Madrid durante treinta y nueve años. Fue preconizado como el 99.º obispo de Coria el 29 de marzo de 1790 haciendo su entrada en la diócesis el siguiente 7 de julio. Tenía 66 años. Fue un obispo piadoso entregado a obras de caridad. También el responsable del magnífico órgano de la Catedral de Coria en el que invirtió 120 000 reales de la época.
Su mal estado de salud, y una fuerte depresión causada por la muerte de su sobrino Antonio Martín Montero, le obligó a buscar una residencia más saludable que Coria, instalándose en 1805 en la Villa de Hoyos, Sierra de Gata, lugar más fresco, sano y a poca distancia de la sede episcopal. Hay constancia de que antes de ir a Hoyos solicitó y consiguió del rey un obispo coadjutor que, sin carácter episcopal, se ocupase de las cuestiones relacionadas con la gestión del obispado de Coria.

## Guerra de Independencia

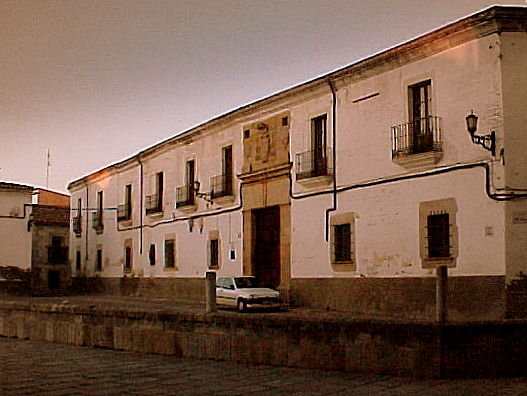
Palacio del Obispo junto a la Catedral de Coria.

En 1808 se inicia la Guerra de Independencia Española. Extremadura y, especialmente el Norte de Cáceres, donde residía el Obispo, fue una zona de especial tensión y virulencia debido al carácter estratégico de la comarca por ser paso obligado tanto de las tropas francesas en su incursión Norte - Sur cómo en el sentido de la defensa procedente no tanto de las tropas españolas cómo el avance desde el Sur-Oeste hacia el Nor-Este abanderado por  el Duque de Wellington que, entrando por Portugal necesitaba abrirse paso por el sistema Central, siendo una de sus mejores bazas la sierra de Gata.
Desde el primer momento de la contienda de liberación y, a pesar de su avanzada edad para la época, Juan Álvarez, en su condición de obispo, se postuló pública y abiertamente como uno de los líderes intelectuales en contra de la invasión francesa, llegando a publicar dos pastorales  recomendando la unión de los españoles frente al invasor y alentando a los más jóvenes a tomar las armas frente al francés. Llegó a comparar a Napoleón Bonaparte con el mismísimo Lucifer. En su segunda pastoral celebraba, además, la derrota de los franceses en la batalla de Bailén.
A pesar de su edad y mal estado de salud puso a disposición de la causa nacional cuantos bienes y dinero pudo conseguir en razón de su cargo.

## Asesinato
Tan fulgurantes pastorales fueron tenidas en cuenta por los franceses a su paso por la Sierra de Gata. Juan Álvarez, ya muy enfermo y con 85 años confió en el relativo anonimato de la Villa de Hoyos, escondida en uno de los primeros valles que componen la Sierra de Gata. Allí llegó a esconder al obispo de Tuy, Juan García Benito, que huía de los invasores desde Oporto. Descubiertos, ambos huyeron a Valverde del Fresno y de ahí a Villanueva de la Sierra. Una vez pasado el peligro inminente el Obispo de Tuy regresó a su obispado y Juan Álvarez a su casa-palacio de Hoyos. El anciano estaba agotado, y apenas era capaz de levantarse de la cama. Pero las circunstancias no le son favorables: tras la batalla de Talavera el Mariscal Soult se retiró hacia Plasencia y tomó posiciones en el Puerto de Perales, vía estratégica en el paso entre la meseta castellana y el río Tajo.
Las tropas acantonadas en la localidad de Perales del Puerto, localidad que inicia el puerto de dicho nombre, se desparraman por las proximidades en busca de botín. Era la quinta vez que las tropas invasoras francesas hacían entrada en la Villa de Hoyos. Esta vez, el Obispo estaba allí incapaz de huir. El 29 de agosto de 1809, "muy de mañana", las tropas francesas entraron en el pueblo con violentos modales. Localizada la casa-palacio del Obispo entraron en ella, asesinaron a los que no pudieron huir, despojaron al Obispo de su prendas, hicieron burla del Pectoral y dispararon al anciano, la primera vez en los genitales y la segunda en la boca, acabando con su vida. El Obispo fue enterrado a escondidas esa misma noche en la Iglesia del Buen Varón de Hoyos, sin que haya constancia del lugar exacto.